# Eine romantische Suite
Eine romantische Suite (Una suite romàntica), op. 125, és una suite per a orquestra de Max Reger, basada en poemes de Joseph von Eichendorff. Reger va descriure aquesta suite, composta i estrenada el 1912, i el Vier Tondichtungen nach A. Böcklin, Op. 128, com a "Ausflug in das Gebiet der Programmusik" (Excursió en el reialme de música programàtica).

## Història
Reger va compondre la suite a Meiningen durant el maig i juny de 1912, on va ser director de música de la Hofkapelle de 1911 a 1914, i va escriure la majoria de les seves composicions per a orquestra durant aquest temps.[2] va dedicar la feina a Hugo Grüters. Durant el temps de composició, Reger va oferir l'estrena a Ernst von Schuch, qui amb èxit havia dirigit l'estrena de Der Rosenkavalier el 1911, i que va tenir una passió per la música contemporània. Schuch va programar les obres de Reger regularment des de 1906 per la Königliche musikalische Kapelle (Capella Reial) de Dresden, i hi havia convidat a Reger com a pianista per als Concert de Brandenburg núm. 5 de Bach el 1911. Reger Va dedicar a seva Lustspiel-Ouvertüre, Op. 120, al director a canvi.

## Estructura
La suite és estructurada dins tres moviments, amb dos moviments lents que emmarquen un vívid scherzo.[3]
1. Notturno (Molto sostenuto)
2. Scherzo (Vivace)
3. Finale (Molto sostenuto)

Els tres moviments corresponen a tres poemes de Joseph von Eichendorff, "Nachtzauber" (Màgia de Nit), "Elfe" (Fada) i "Adler" (Àguila). Mentre que Reger al principi va voler els moviments com els poemes, va pensar en títols similars ("Mondnacht", "Elfentanz" i "Helios") però finalment va escollir els títols neutres.[2]